# Okres Tarnobřeh
Okres Tarnobřeh (Tarnobrzeg; polsky Powiat tarnobrzeski) je okres v polském Podkarpatském vojvodství. Rozlohu má 520,02 km² a v roce 2019 zde žilo 52 965 obyvatel. Sídlem správy okresu je město Tarnobřeh, které však není jeho součástí, ale tvoří samostatný městský okres.

## Gminy
Městsko-vesnické:
- Baranów Sandomierski
- Nowa Dęba

Vesnické:
- Gorzyce
- Grębów

## Města
- Baranów Sandomierski
- Nowa Dęba

## Sousední okresy
| Růžice kompasu | Sandoměř |                 |              | Růžice kompasu |
| Růžice kompasu | Staszów  | Sever           | Stalowa Wola | Růžice kompasu |
| Růžice kompasu | Staszów  | Okres Tarnobřeh | Stalowa Wola | Růžice kompasu |
| Růžice kompasu | Staszów  | Jih             | Stalowa Wola | Růžice kompasu |
| Růžice kompasu | Mielec   | Kolbuszowa      |              | Růžice kompasu |